# Dominick Napolitano
Dominick Napolitano (Nueva York, 16 de junio de 1930 - Nueva York, 17 de agosto de 1981) también conocido como "Sonny Black", fue un mafioso estadounidense que tenía el grado de caporegime de la familia criminal Bonanno. Es conocido por permitir de manera involuntaria que el agente del FBI Joseph D. Pistone llegara a ser un asociado en su pandilla y casi hacerlo miembro de la familia.